# Emily Steinwall
 (mars 2024).
Emily Steinwall est une saxophoniste et compositrice canadienne. Elle obtient en 2022 le Prix de la chanson SOCAN dans la catégorie anglaise pour sa chanson Welcome to the Garden. 
Elle a déjà tourné en tant que choriste pour Alessia Cara, et s'est produite en tant qu'artiste solo dans des clubs de jazz autour de Toronto, en Ontario, avant de sortir son premier album complet Welcome to the Garden en mars 2021. 